# Anatol Vieru
Anatol Vieru (født 8. juni 1926 i Iasi - død 8. oktober 1998 i Bukarest Rumænien) var en rumænsk komponist,musikteoretiker og lærer af jødisk afstamning.
Vieru hører til det 20. århundredes mest betydningsfulde rumænske komponister. Han har skrevet 7 symfonier, 3 operaer, 8 strygerkvartetter, Kammermusik og orkesterværker.
Han blev undervist af Aram Khatjaturian, og modtog Herder Prisen i 1986.

## Udvalgte værker
- Symfoni nr. 1 "(Ode til Stilhed)" (1967) - for orkester
- Symfoni nr. 2 (1973) - for orkester
- Symfoni nr. 3 "(Jordskælv)" (1978) - for orkester
- Symfoni nr. 4 (1982) - for orkester
- Symfoni nr. 5 "(M. Eminescu)" (1984-1985) - for orkester
- Symfoni nr. 6 "(Exodus)" (1989) - for orkester
- Symfoni nr. 7 "(Året for den stille sol)" (1992) - for orkester
- "(Iona)" (1976) - opera
- "(Kalkenes fest)" (1981) - opera
- "(Tema og variationer)" (1983) - opera
- 8 strygerkvartetter (1955-1991)